# (1709) Украина
(1709) Украи́на (укр. Україна) — астероид главного пояса, который был открыт 16 августа 1925 года советским астрономом Григорием Шайном в Симеизской обсерватории и, 1 июня 1967 года по предложению Института теоретической астрономии в Ленинграде, был назван в честь УССР, ныне государство Украина.

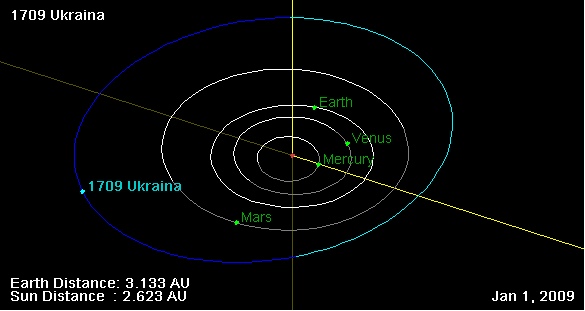
Орбита астероида Украина и его положение в Солнечной системе